# Andrzej Szumigaj
Andrzej Feliks Szumigaj (ur. 18 maja 1938) – polski artysta plastyk, projektant murali.

## Życiorys
W roku 1966 ukończył Państwową Wyższą Szkołę Sztuk Plastycznych w Łodzi na Wydziale Tkaniny. W pracy artystycznej zajmował się malarstwem, rysunkiem, płaskorzeźbą, mozaikami ceramicznymi oraz projektowaniem murali. Uczestniczył w ponad 20 międzynarodowych plenerach artystycznych, a jego prace były prezentowane na ok. 180 wystawach krajowych i zagranicznych (np. na XI Krajowej Wystawie Prac Grupy Realistów).
W latach 1971–1989 zaprojektował kilkanaście murali zrealizowanych w Łodzi. Jego rzeźby plenerowe znalazły się w Pabianicach, Łodzi, Warszawie i Zamościu, natomiast jego prace mają w swoich zbiorach m.in. Muzeum Sztuki w Łodzi, Muzeum Narodowe w Warszawie, Muzeum Narodowe w Szczecinie i Zachęta. W 1979 otrzymał od łódzkiego oddziału Związku Polskich Artystów Plastyków nagrodę za najlepszą realizację miejską.
Jest członkiem Związku Polskich Artystów Plastyków.

### Życie prywatne
Mąż artystki – Teresy Szumigaj (1936–2018) i ojciec artystki – Anny Szumigaj-Badziak.

## Twórczość
Wybrane łódzkie murale reklamowe zaprojektowane przez Andrzeja Szumigaja:
- Sklep branżowy „Moda”, ul. Ogrodowa 12/14 (1979)[7],
- Przedsiębiorstwo Handlu Zagranicznego „Tricot”, ul. Piotrkowska 152 (1988)[8][9],
- Zakłady Przemysłu Bawełnianego im. Armii Ludowej „Alba”, ul. Częstochowska 5 (1986)[10][11],
- Zakłady Przemysłu Bawełnianego im. Armii Ludowej „Alba”, ul. Franciszka Żwirki 3 (1986)[12][13][14],
- Zakłady Przemysłu Bawełnianego im. Armii Ludowej „Alba”, ul. Północna 13 (1976)[15],
- Zjednoczenie Przemysłu Dziewiarskiego i Pończoszniczego, ul. Jana Kilińskiego 120 (1978)[16][17],
- Wojewódzkie Przedsiębiorstwo Handlu Obuwiem, ul. Zielona 9[18],
- Wojewódzkie Przedsiębiorstwo Handlu Wewnętrznego, ul. Jana Kilińskiego 49 (1979)[19], nieistniejący (kamienicę Pinkusa Brzezińskiego wyburzono 5 maja 2023 roku)[20],
- Wojewódzkie Przedsiębiorstwo Handlu Wewnętrznego, ul. Stanisława Więckowskiego 10[21].

Murale reklamowe autorstwa Andrzeja Szumigaja
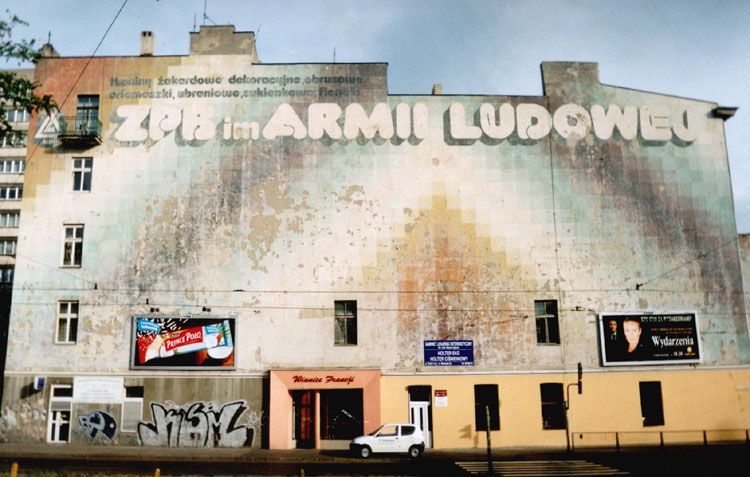
ZPB im. Armii Ludowej „Alba”, ul. F. Żwirki 3
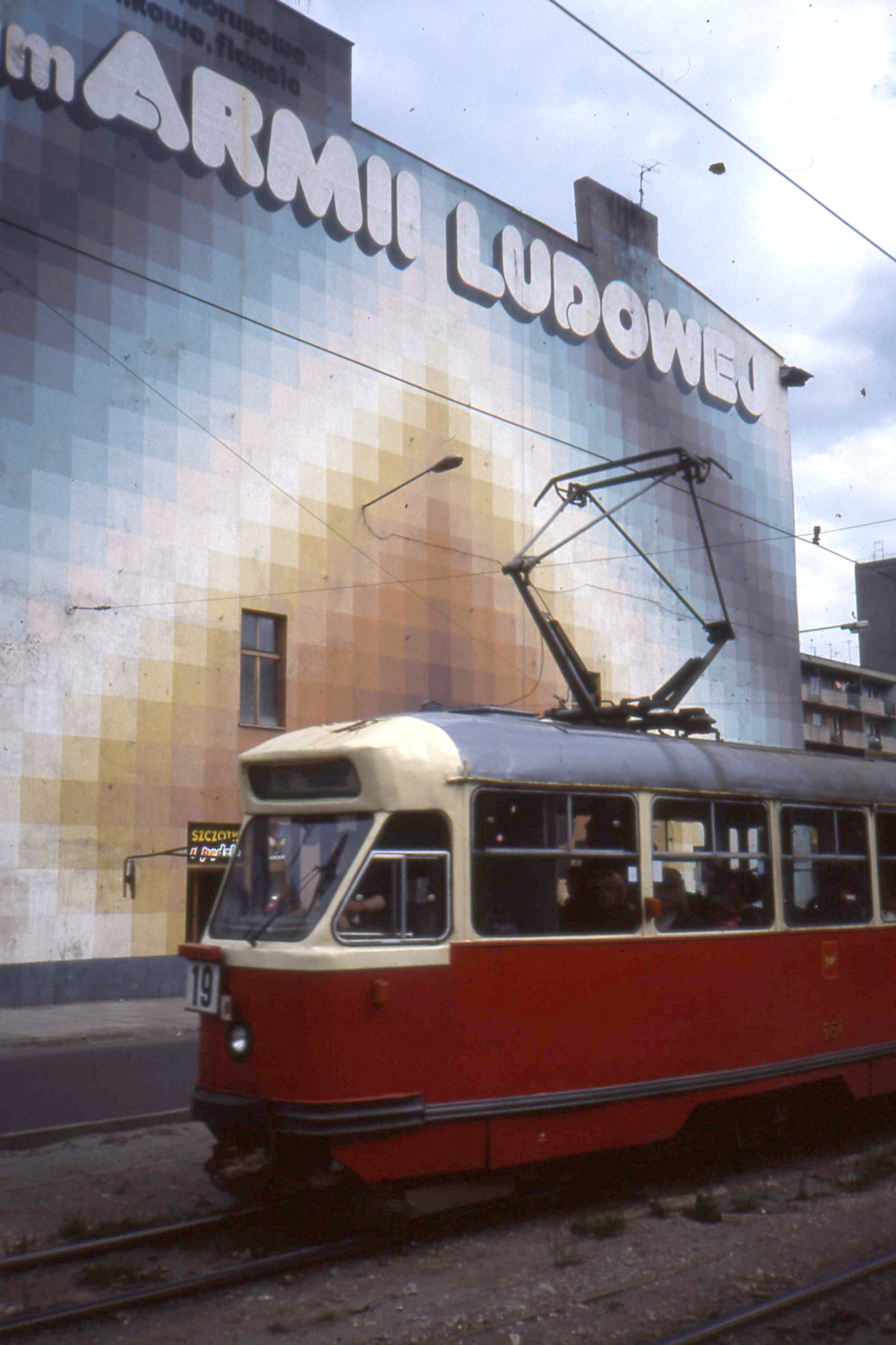
ZPB „Alba”, ul. F. Żwirki 3
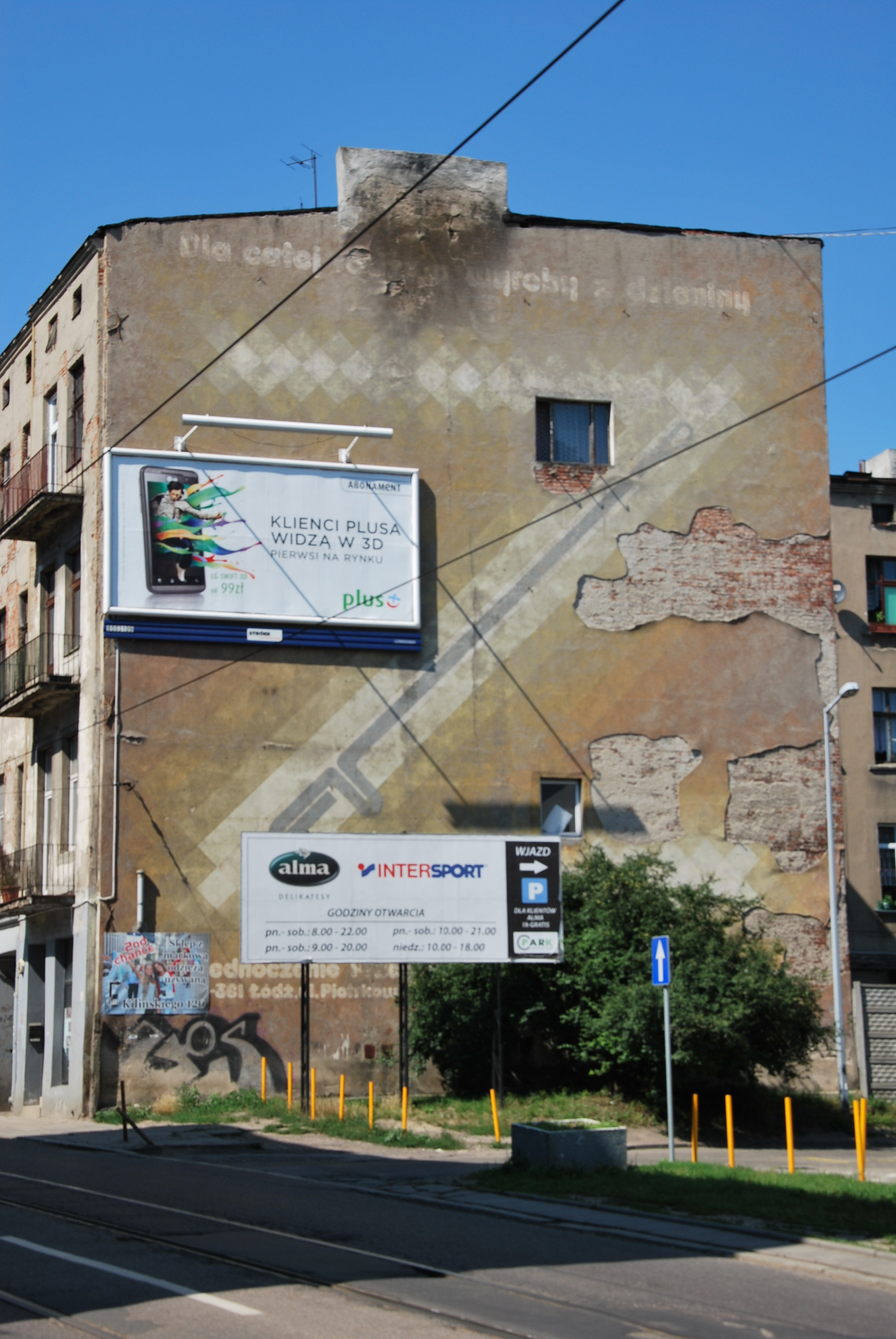
ZPDiP, ul. J. Kilińskiego 120
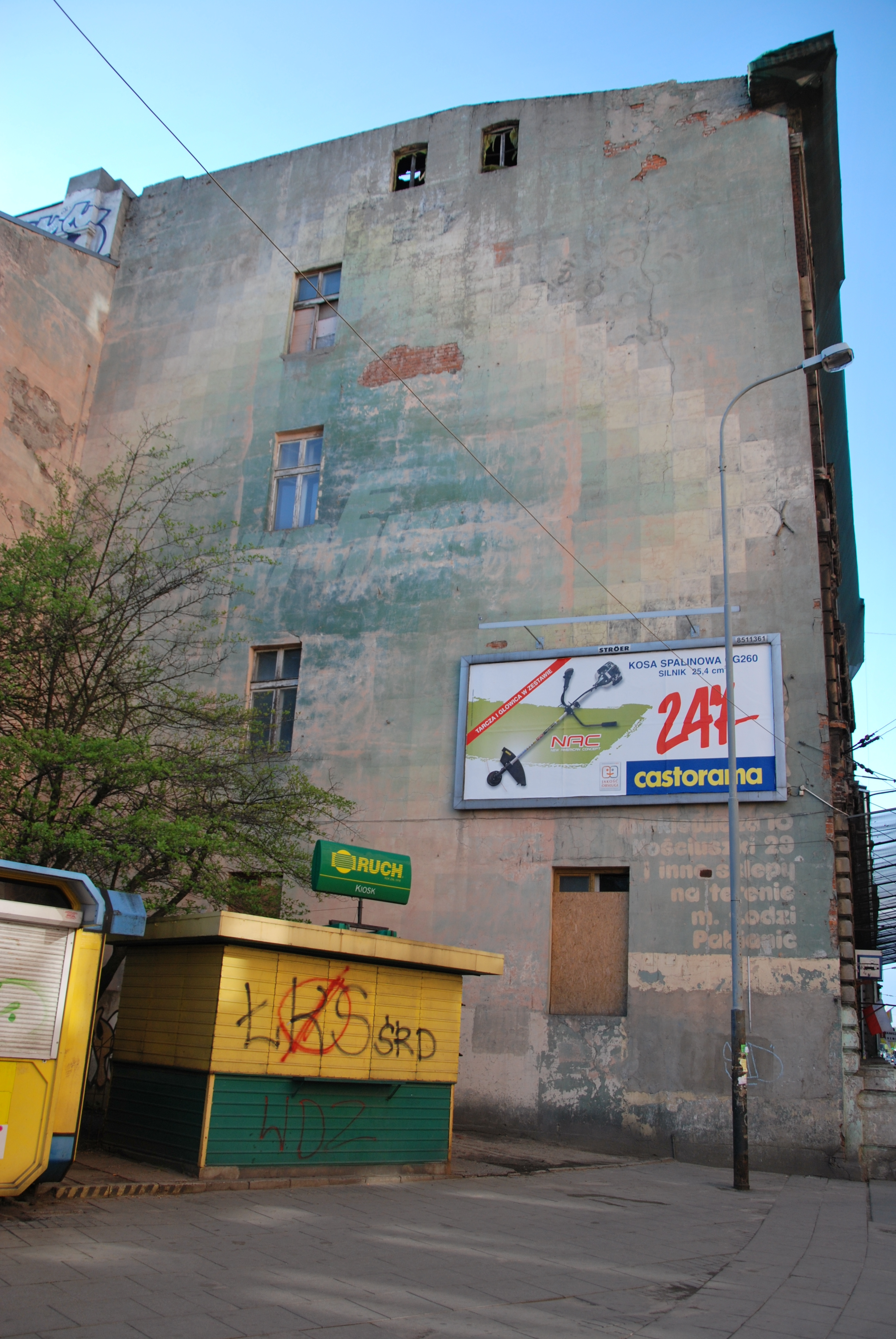
WPHW, ul. Jana Kilińskiego 49